# Пихта белая
Пи́хта бе́лая, или Пихта гребе́нчатая, или Пихта белая европейская, или Пихта европе́йская (лат. Ábies álba) — вид рода Пихта семейства Сосновые (Pinaceae).

## Синонимы
- Abies abies Rusby nom. inval.
- Abies argentea Chambray
- Abies baldensis (Zuccagni) Zucc. ex Nyman
- Abies candicans Fisch. ex Endl.
- Abies chlorocarpa Purk. ex Nyman
- Abies duplex Hormuz. ex Beissn.
- Abies excelsa Link nom. illeg.
- Abies metensis Gordon
- Abies miniata Knight ex Gordon
- Abies minor Gilib.
- Abies nobilis A.Dietr.
- Abies pardei Gaussen
- Abies pectinata (Lam.) Lam. & DC. nom. illeg.
- Abies picea (L.) Lindl. nom. illeg.
- Abies rinzii K.Koch
- Abies taxifolia Duhamel
- Abies taxifolia Desf.
- Abies taxifolia Raf.
- Abies tenuirifolia Beissn.
- Abies vulgaris Poir.
- Peuce abies Rich.
- Picea excelsa Wender. nom. illeg.
- Picea kukunaria Wender.
- Picea metensis Gordon
- Picea pectinata (Lam.) Loudon
- Picea pyramidalis Gordon
- Picea rinzi Gordon
- Picea tenuifolia Beissn.
- Pinus abies Du Roi nom. illeg.
- Pinus baldensis Zuccagni
- Pinus heterophylla K.Koch
- Pinus lucida Salisb.
- Pinus nobilis Douglas ex D.Don
- Pinus pectinata Lam.
- Pinus picea L.

## Распространение и экология
Распространена в Карпатах, Центральной и Южной Европе. 
Растёт в горно-лесном и субальпийском поясе вместе с лиственницей европейской (larix decidua), с елью обыкновенной, сосной румелийской и чёрной и сербской елью (picea omorika) на Балканским полуострове. В нижней и средней части горно-лесного пояса растёт, кроме того, с буком лесным, грабом обыкновенным, дубом черешчатым, дубом скальным, клёном белым, клёном остролистным и рядом других широколиственных пород.
По данным Любови Васильевой и Леонида Любарского древесина поражается трутовиком Гартига (Phellinus hartigii).

## Ботаническое описание

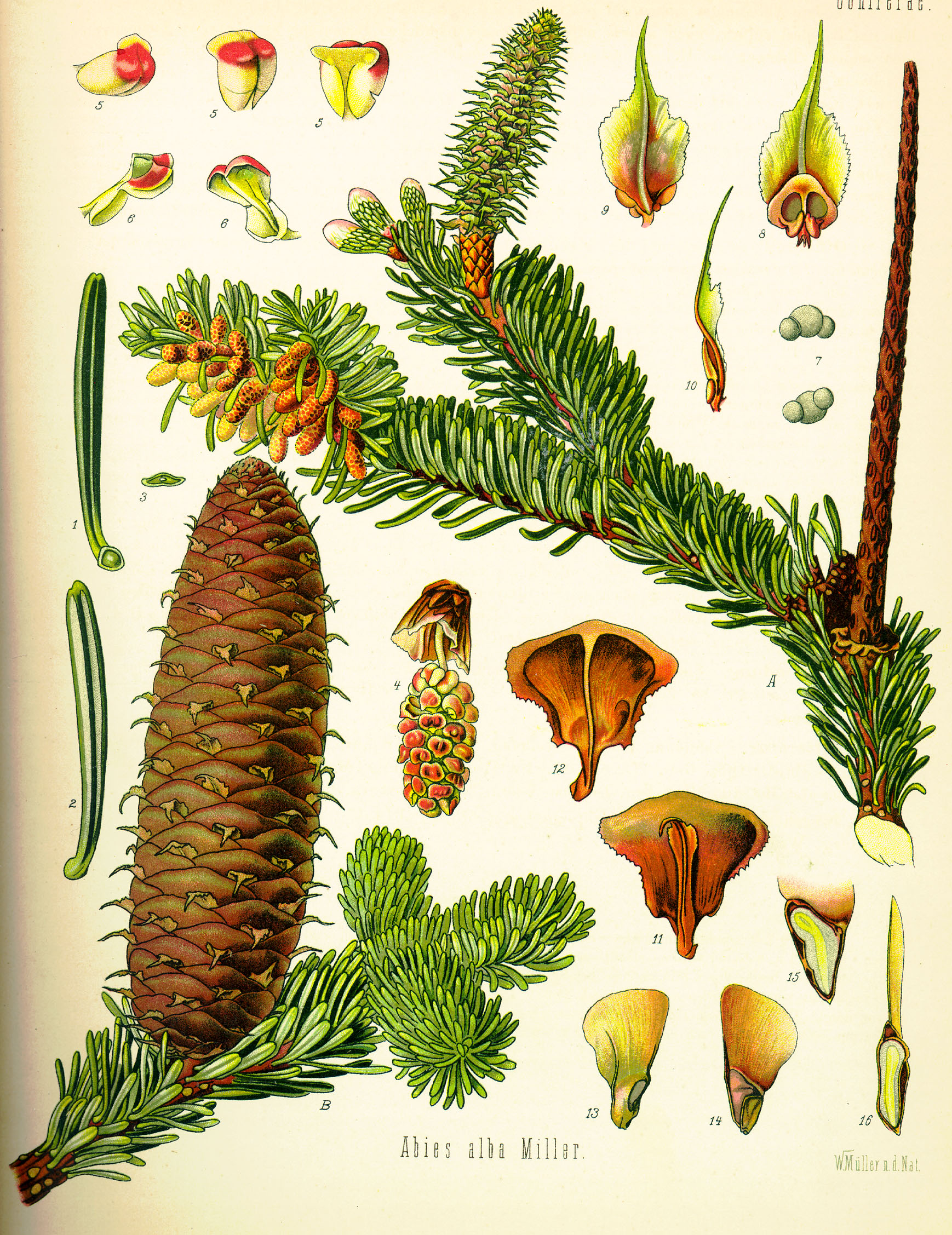

Вечнозелёное дерево до 30—65 м высотой, со стволом диаметром до 2 метров.
Крона остропирамидальная в молодости, овально-заострённая в среднем возрасте и притуплённая сверху, гнездообразная, в старости.
Кора — гладкая, серебристо-серого цвета.
Боковые ветви горизонтально распростёрты или слегка приподняты вверх.
Хвоя длиной 2—3 см, шириной 2—3 мм, расположена на веточках в одной плоскости, гребенчато. На концах тупая или со слабой выемкой. Сверху тёмно-зелёная, блестящая, снизу две белые полоски устьиц.
Растение однодомное, раздельнополое.
Молодые плодовые шишки зелёные, зрелые — тёмно-коричневые, овально-цилиндрической формы, длиной 10—16 см, в диаметре 3—4 см. В отличие от ели направлены не вниз, а вверх. Шишки созревают и рассыпаются в первую осень.
Семена крупные, длиной до 1 см.
Корневая система глубокая, имеется стержневой корень и несколько сильных боковых.
Доживает до 300—400 лет.

## В культуре

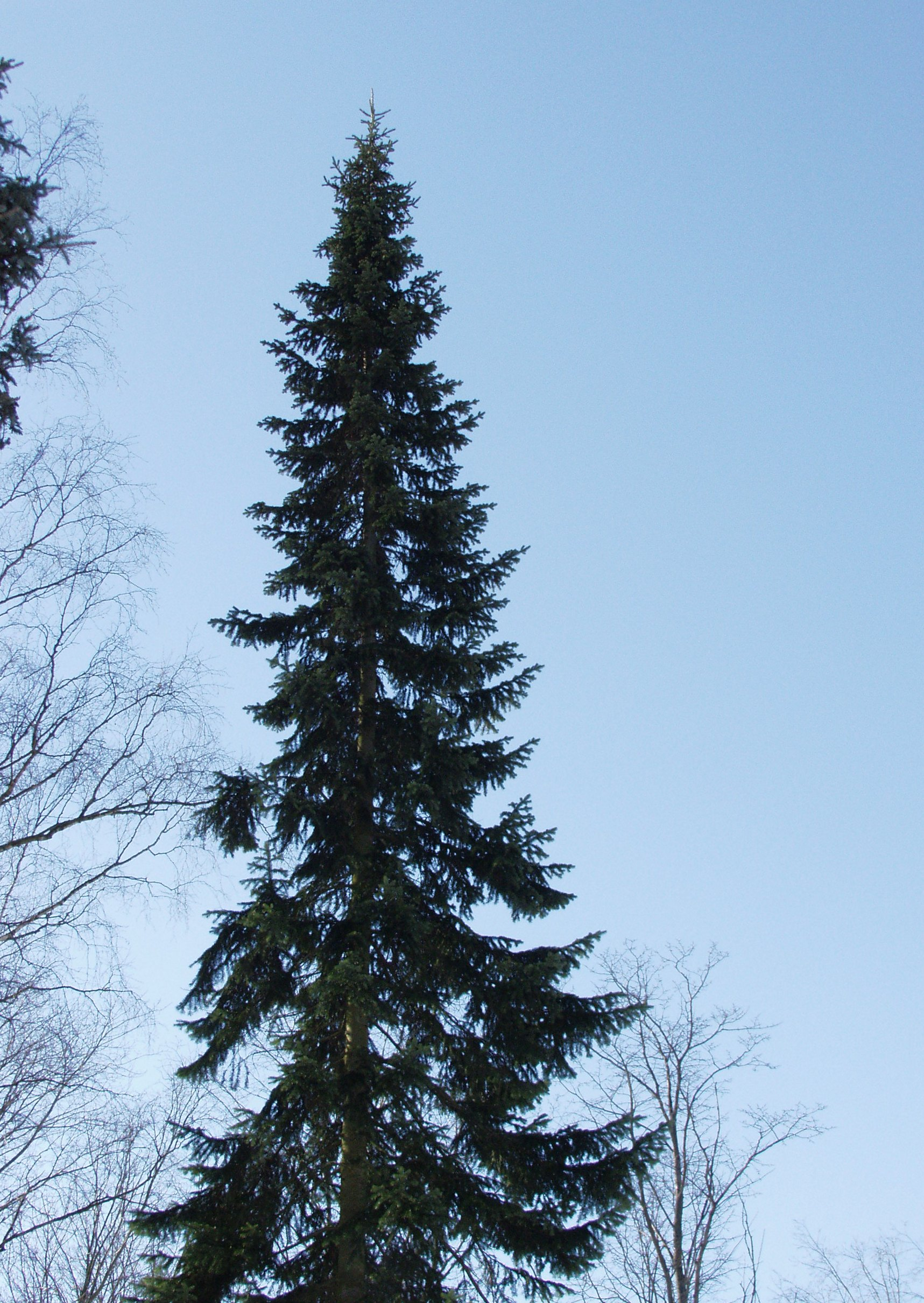
Пихта белая в Национальном ботаническом саду Республики Беларусь

Для успешного произрастания пихта белая требует плодородных, достаточно влажных почв. Заболачивания не выносит. Плохо переносит сухость воздуха и почвы. Обмерзает при понижениях температуры ниже −25 °С.
Теневынослива, чувствительна к загрязнению воздуха дымом и газами.
В декоративном отношении уступает пихте кавказской и пихте сибирской, так как имеет более рыхлое охвоение и довольно рано оголяющийся снизу ствол.
Районы использования: юг Прибалтики, запад Украины, юго-запад Белоруссии. В условиях Москвы и Санкт-Петербурга регулярно обмерзает.
В качестве подвоя используется для размножения декоративных сортов различных видов пихт, что в условиях средней полосы России часто приводит к вымерзанию подвоя.

## Значение и применение
В коре и «лапке» (охвоенных ветках) содержится эфирное пихтовое масло (используется в медицинских целях), а в хвое также аскорбиновая кислота.
Широко культивируется повсюду как декоративное парковое растение.
| Общий вид | Хвоя | Две белые полоски на хвое | Шишки и семена |